# 태기천 (울산)
태기천(台機川)은 울산광역시 울주군 언양읍 태기리의 옹태저수지에서 발원하여 대체로 북류하고 장골 부근에서 동류하다가 대곡천(현재 태화강 본류)의 지류인 사연천으로 흘러드는 강이다.